# Marie Ernestine Lavieille
Pour les autres membres de la famille, voir Famille Lavieille.
Marie Ernestine Lavieille (ou Marie Lavieille), née à Barbizon le 11 octobre 1852, et morte au Mans le 12 novembre 1937, est une artiste peintre française.

## Biographie

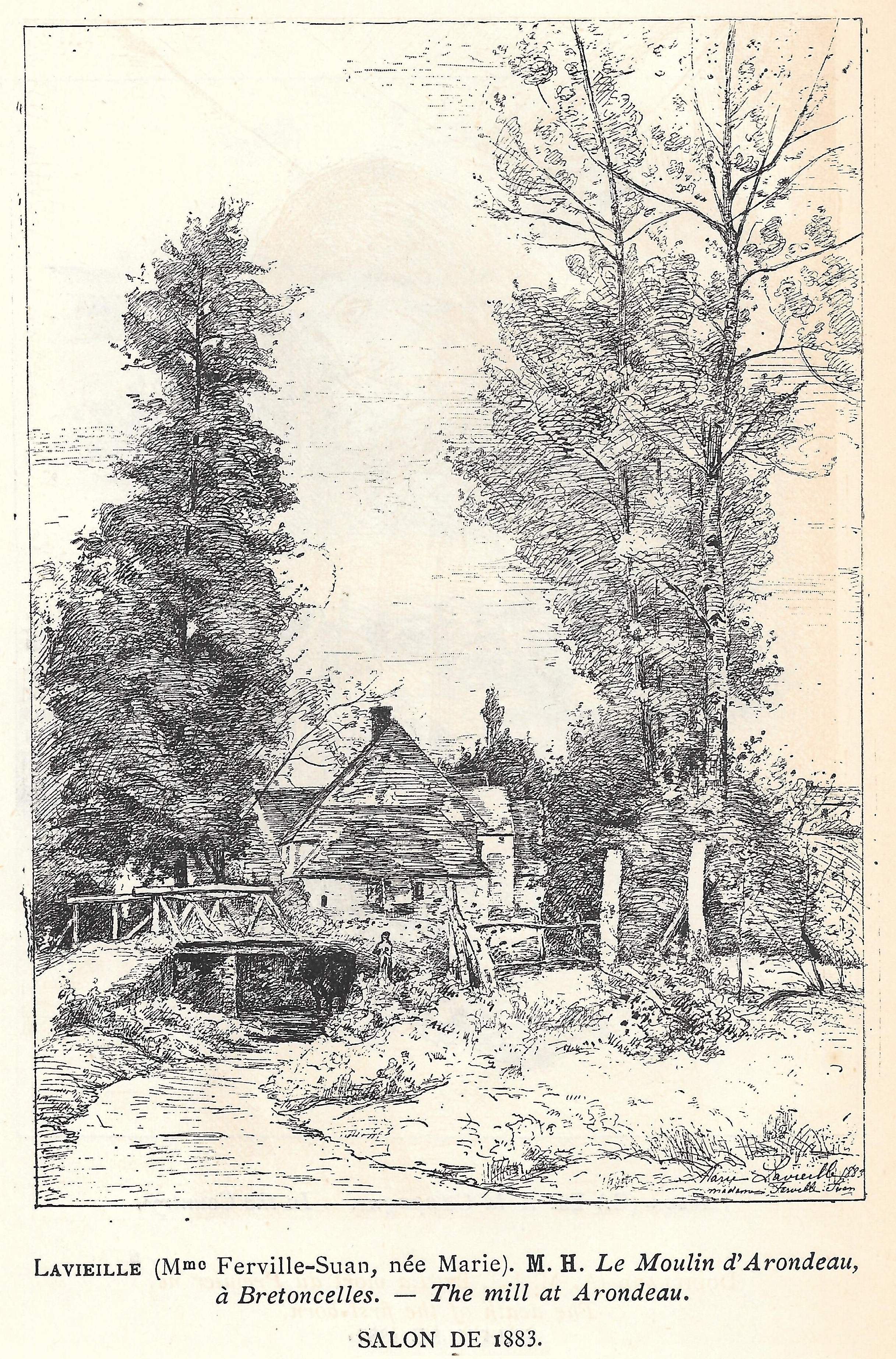
Marie Ernestine Lavieille - Le Moulin d'Arondeau - Salon de 1883.jpg.

Comme son père Eugène Lavieille, dont elle a été une élève, elle fut une artiste peintre de paysages. Elle peignit dans la forêt de Fontainebleau et dans ses alentours, sur les bords de la Marne, ou en Normandie dans le Perche.
Elle exposa au Salon, devenu ensuite Salon des artistes français, de 1877 à 1890, et au Salon de l'Union des femmes peintres et sculpteurs de 1882 à 1913.
Elle eut le même atelier que son père au no 9 rue Bochart-de-Saron à Paris.
Elle se maria en 1878 avec le sculpteur Charles Georges Ferville-Suan.